# Rio Bistra (Timiș)
O Rio Bistra é um rio da Romênia afluente do Rio Timiş, localizado no distrito de Hunedoara e Caraş-Severin.